# Liparis rhombea
Liparis rhombea är en orkidéart som beskrevs av Johannes Jacobus Smith. Liparis rhombea ingår i släktet gulyxnen, och familjen orkidéer. Inga underarter finns listade i Catalogue of Life.